# Садова, Наталья Ивановна
Наталья Ивановна Садова (девичья фамилия — Коптюх; род. 15 июля 1972, Горький) — российская метательница диска. На Олимпийских играх 2004 в Афинах она выиграла золотую медаль. Тремя годами ранее, на ЧМ по лёгкой атлетике 2001 в Эдмонтоне, она также стала победительницей, но впоследствии лишилась титула чемпионки мира, так как у неё был установлен повышенный уровень кофеина. Вместо неё чемпионкой была объявлена белоруска Эллина Зверева.
Личный рекорд — 70,02 м (1999, Салоники).

## Биография
Начала заниматься лёгкой атлетикой у отца — Ивана Никитовича Коптюха. С 1992 года стала тренироваться под руководством своего мужа Михаила Садова.
Из-за обнаружения допинга после соревнования 28 мая 2006 была дисквалифицирована на два года до июля 2008. Участвовала в Олимпийских играх 2008, но не смогла выйти в финальную часть соревнований.

## Награды и звания
- Заслуженный мастер спорта России
- Медаль ордена «За заслуги перед Отечеством» II степени (6 января 1997 года) — за заслуги перед государством и высокие спортивные достижения на XXVI летних Олимпийских играх 1996 года[5]